# دافو (بوتان)
دافو (به لاتین: Daphu) یک منطقهٔ مسکونی در بوتان (کشور) است که در استان چوخا واقع شده‌است.
 دافو  ۱,۶۶۶ نفر جمعیت دارد.